# Blasting News
Blasting News é uma revista eletrônica independente 
sobre acontecimentos atuais que utiliza o conceito de jornalismo social. Este modelo participativo, derivado de jornalismo cidadão, permite que editores amadores e voluntários expressem seus artigos, onde o conteúdo é gerado pelo próprio usuário.
Lançado no verão de 2013, o Blasting News rapidamente se tornou popular, sendo classificado em junho de 2016 como o 304.º site mais visitado do mundo, de acordo Alexa, mas passando para o 149.º lugar em novembro do mesmo ano.

## Controvérsias
O site é constantemente acusado de disseminar notícias falsas ou de qualidade duvidosa, visto que a plataforma paga a criadores de conteúdo que nem sempre são jornalistas profissionais, mas também pessoas com "influência digital" (chamadas de "social blaster").